# Äthiopische Nachrichtenagentur
Die Äthiopische Nachrichtenagentur (amharisch የኢትዮጵያ የወሬ ምንጭ, transkribiert Ye Ityopya Zéna Agelgelot, englisch Ethiopian News Agency, abgekürztes Akronym ENA) ist eine staatliche Nachrichtenagentur in der Demokratischen Bundesrepublik Äthiopien.
Die Äthiopische Nachrichtenagentur ist die offizielle Nachrichtenagentur der äthiopischen Regierung und ist gleichzeitig die älteste Nachrichtenorganisation des Landes. Sie wurde 1942 im Kaiserreich Abessinien gegründet. Somit zählt sie zugleich zu den ersten verbundenen Nachrichtenagenturen auf dem afrikanischen Kontinent.
Ihr offizielles Ziel ist es, auf demokratische Weise einen nationalen Konsens unter allen äthiopischen Völkern zu schaffen sowie den Ruf des Landes Äthiopien international zu fördern.